# Antílop negre
L'antílop negre (Antilope cervicapra) és una espècie d'antílop que es troba fonamentalment a l'Índia i a algunes parts del Pakistan i Nepal. També s'han introduït poblacions en diverses parts del món incloent-hi Texas als Estats Units; poblacions en llibertat es troben a l'Argentina i sud d'Austràlia.
L'antílop negre està declarat símbol representatiu de l'estat d'Andhra Pradesh.

## Descripció
- Llargada del cos: de 100 a 150 cm
- Alçada fins a les espatlles : 60 a 85 cm
- Llargada de la cua: de 10 a 17 cm
- Pes: de 25 a 35 kg[2]

Les banyes són característiques, estan enrotllades en espiral amb d'una a 4 voltes i poden fer fins a 80 cm de llarg. Normalment les femelles no en porten. Aquests antílops viuen a les planes en ramats de 15 a 20 individus amb un mascle dominant.
Menja principalment herbes però pot menjar també llegums flors i fruits per suplementar la seva dieta. Té una vida mitjana de 12 anys essent el màxim registrat de 16 anys.

## Subespècies
- Antilope cervicapra cervicapra
- Antilope cervicapra rajputanae
- Antilope cervicapra centralis
- Antilope cervicapra rupicapra

## Hàbitat
Originalment vivia a tot Índia excepte el nord-est, a la plana i no en jungles denses. Actualment resta confinat a zones de Maharashtra, Orissa, Panjab, Rajasthan, Haryana, Gujarat, Andhra Pradesh, Tamil Nadu i Karnataka amb alguns pocs ramats a l'Índia central.

## Mitologia
Segons la mitologia hindú l'antílop negre o Krishna Jinka es considera com el vehicle (vahana) de la deessa de la lluna Chandrama.
Segons el Garuda Purana de la mitologia hindú, Krishna Jinka dona prosperitat a les zones on viu.

## Galeria

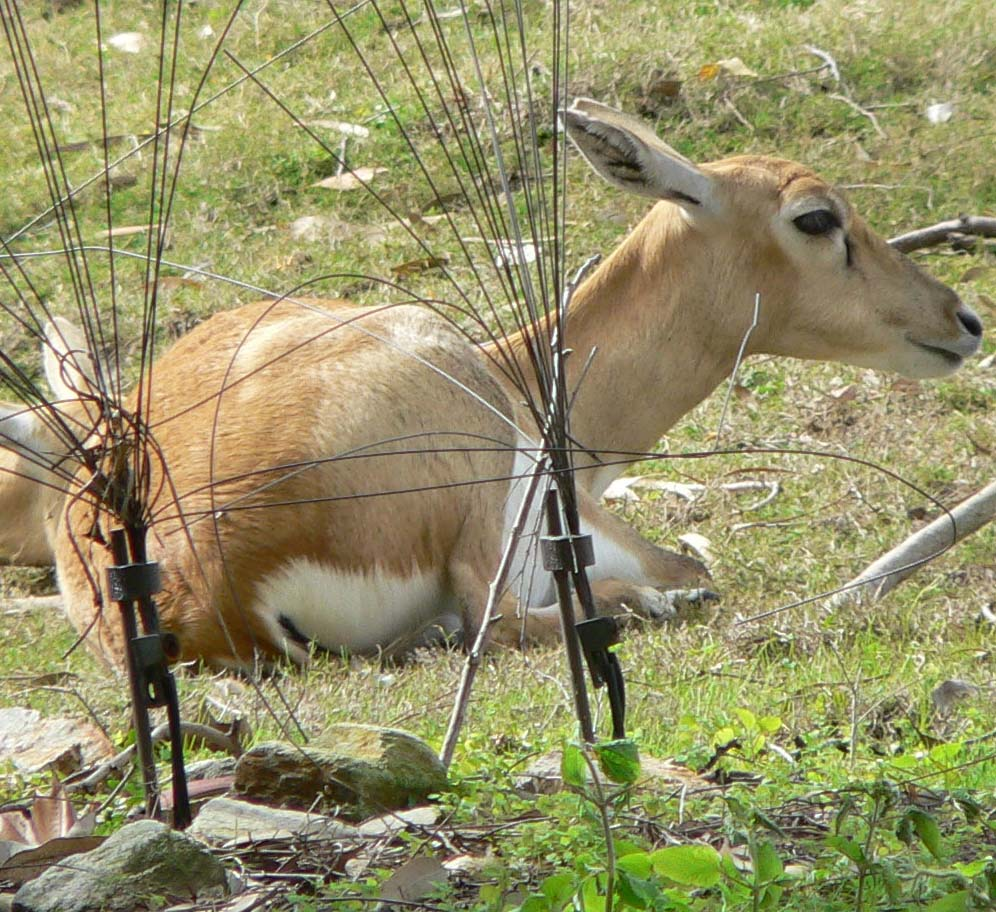
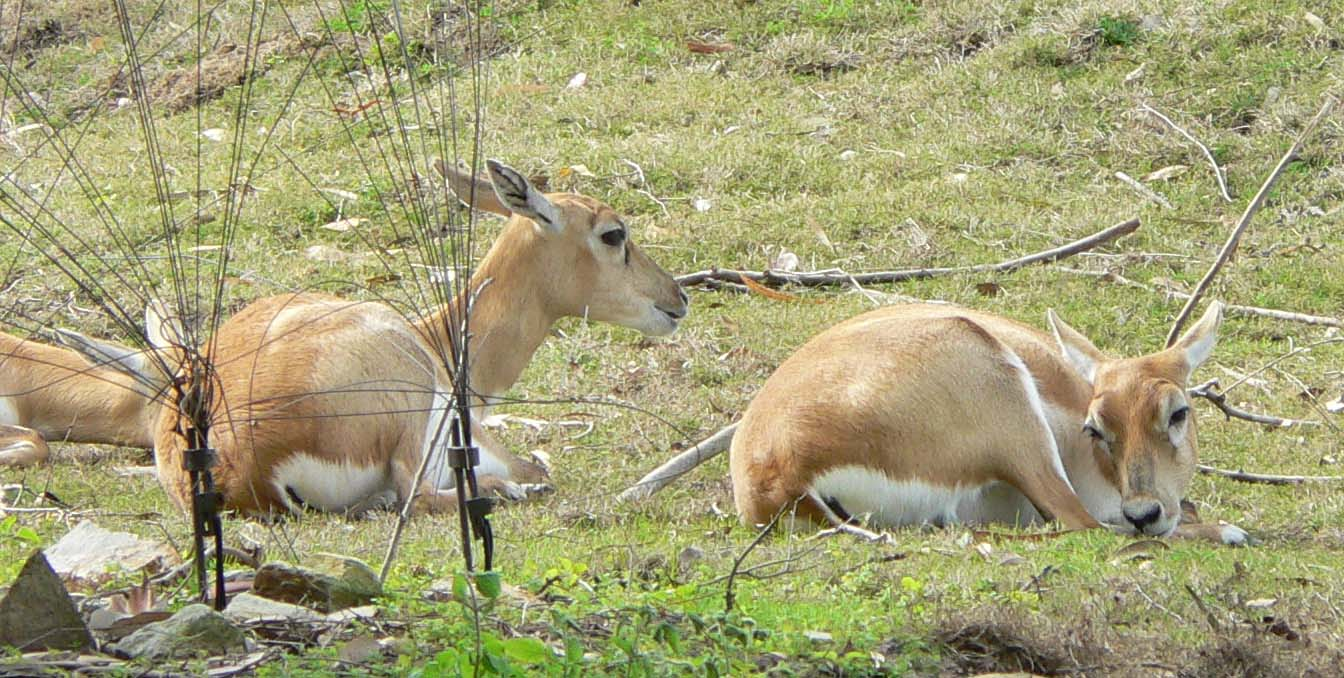
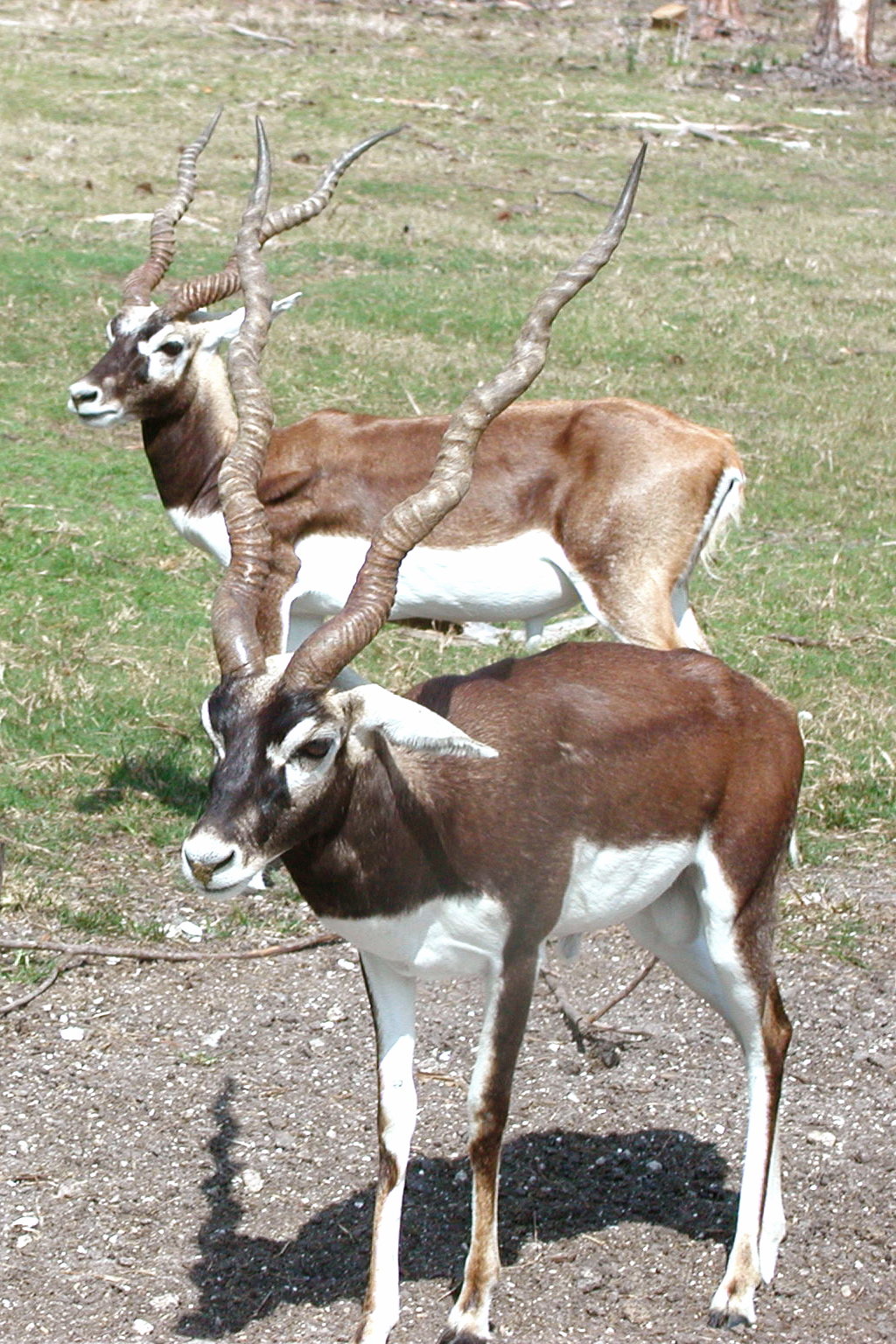
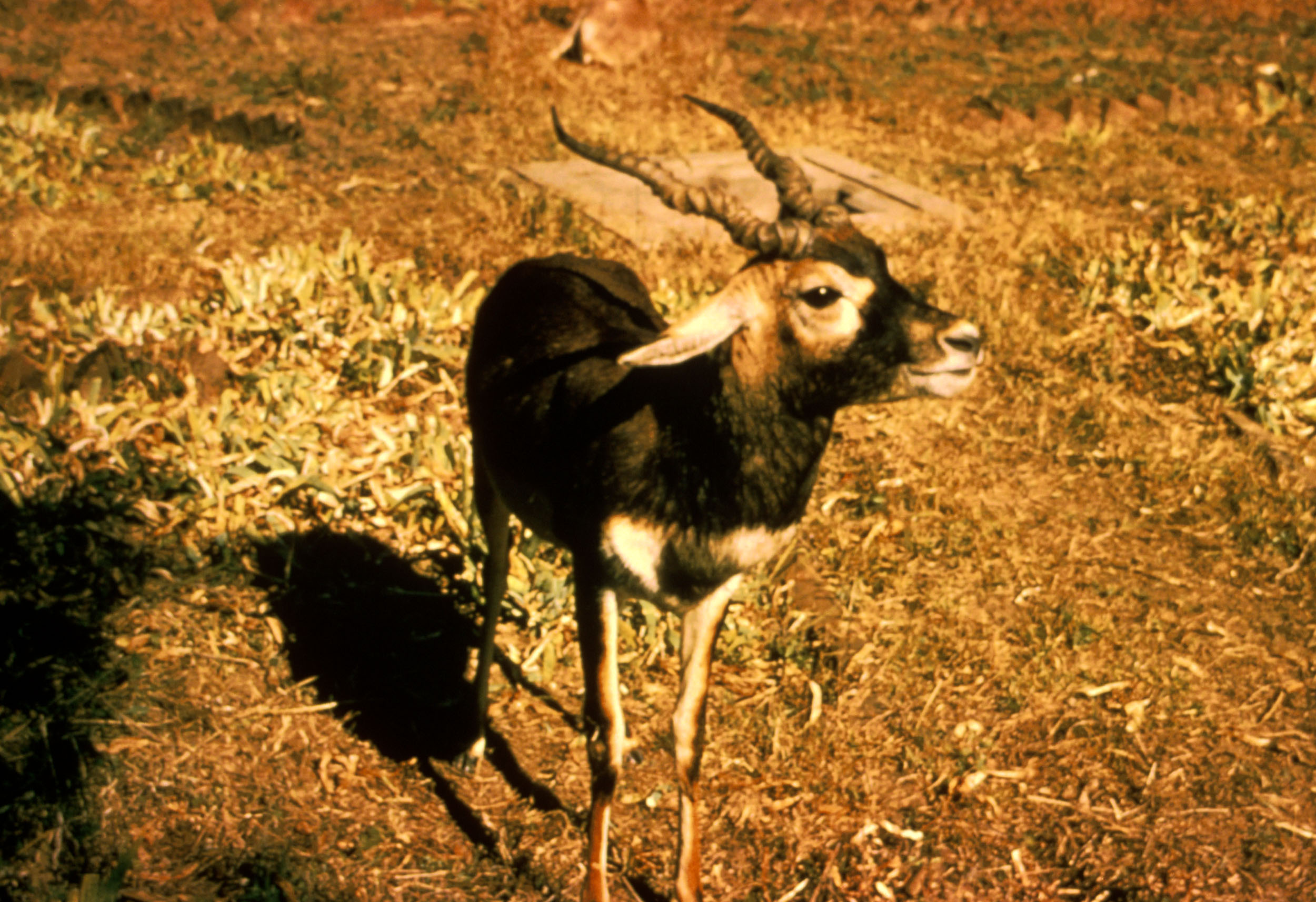
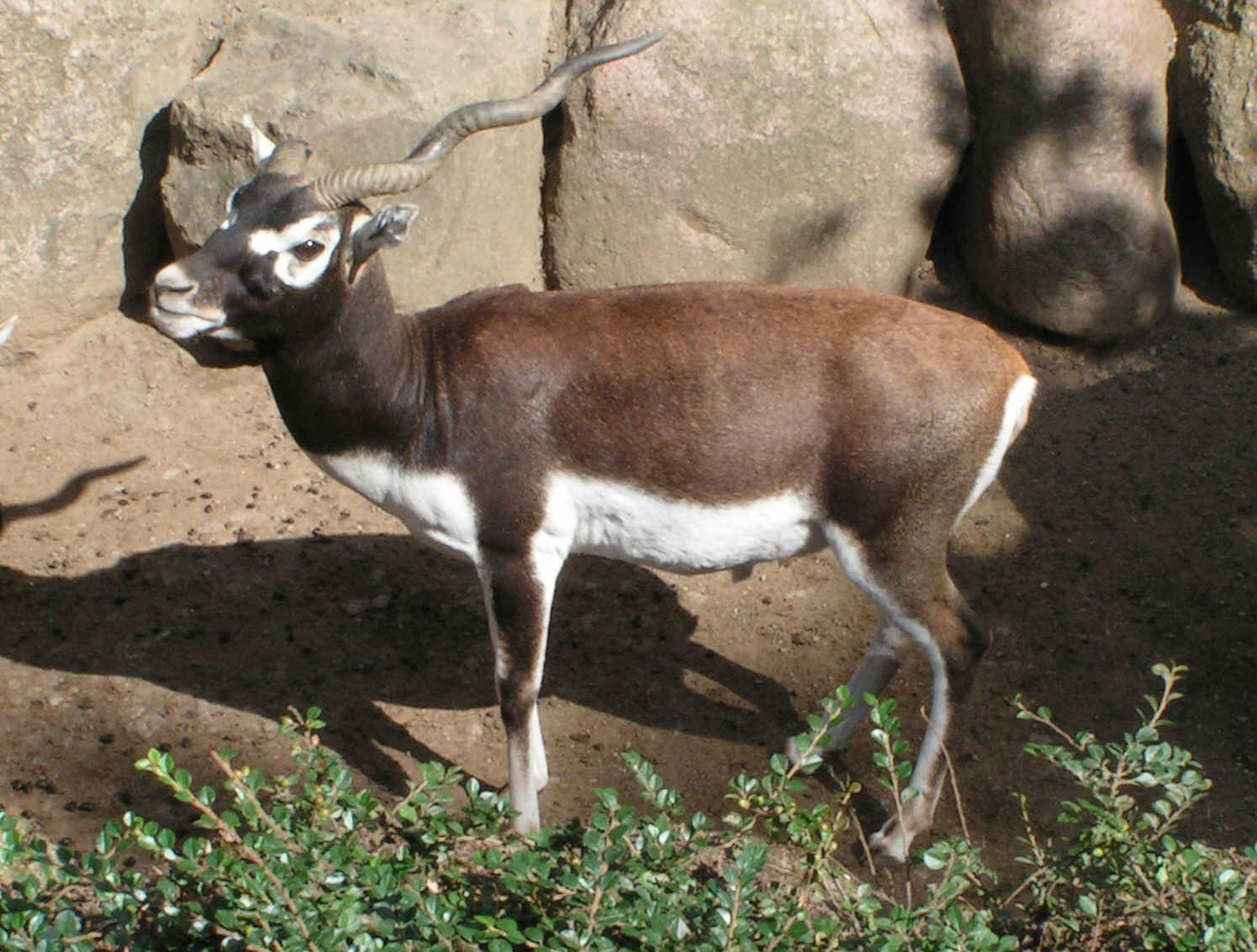
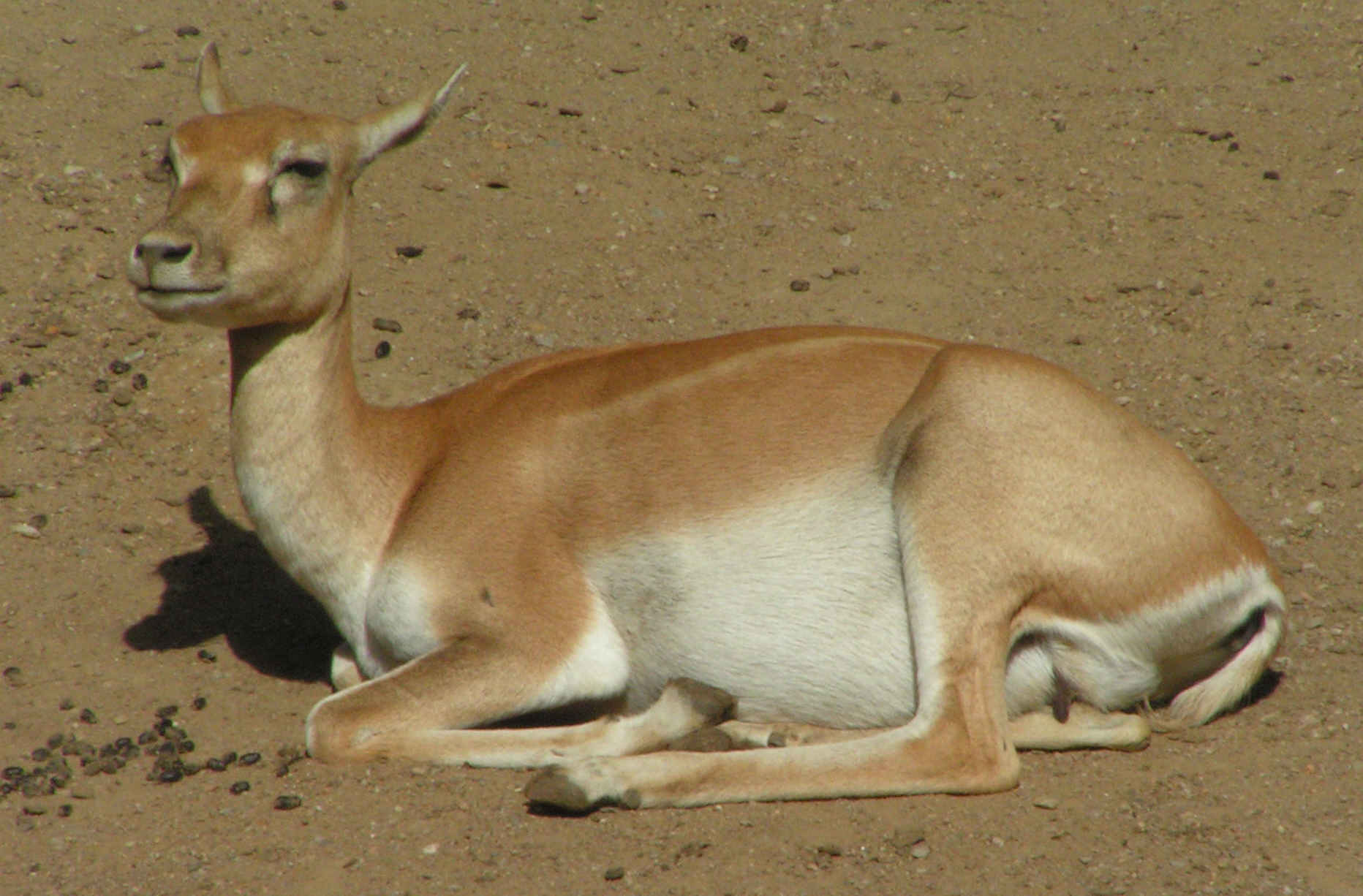
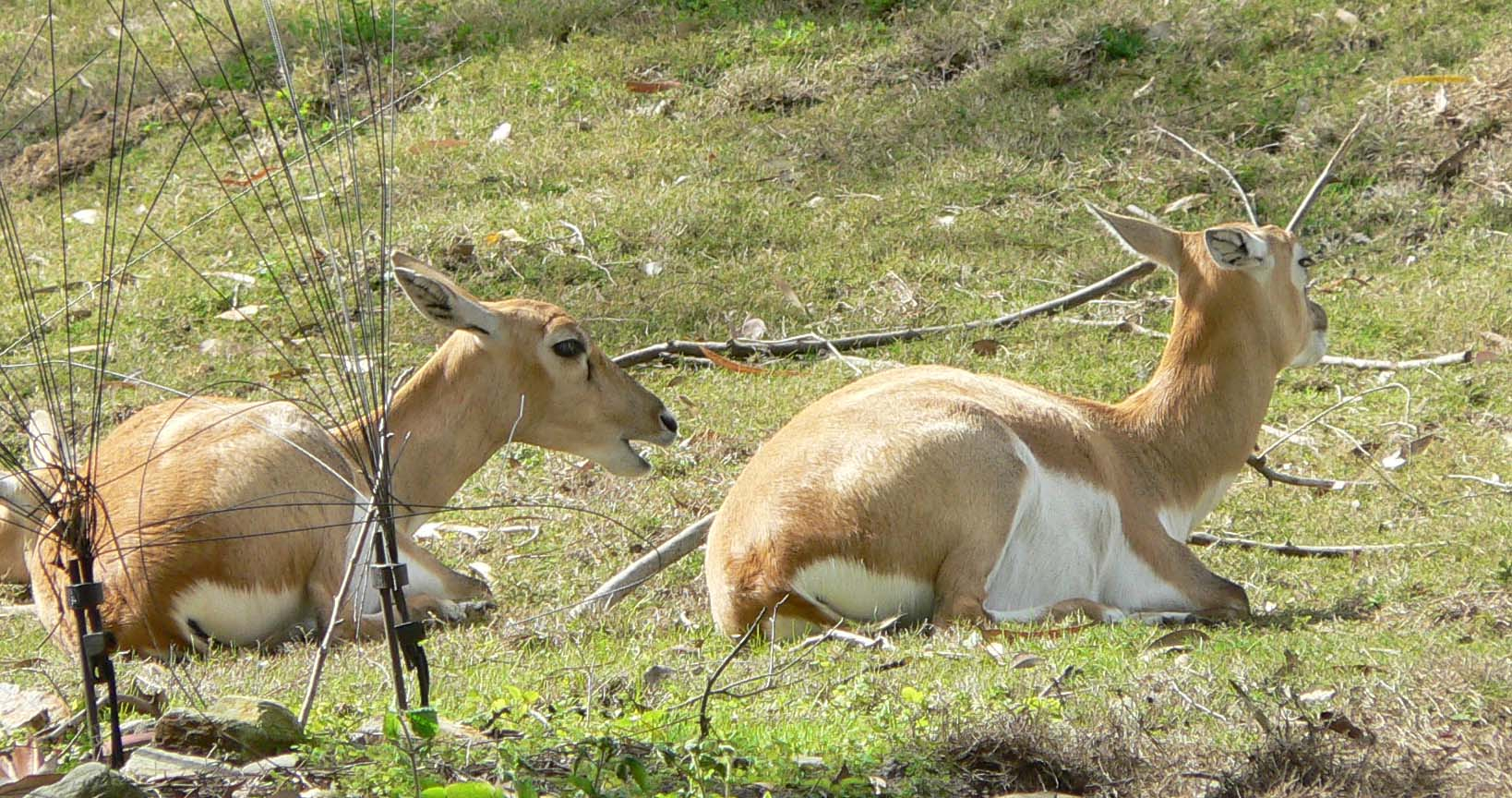
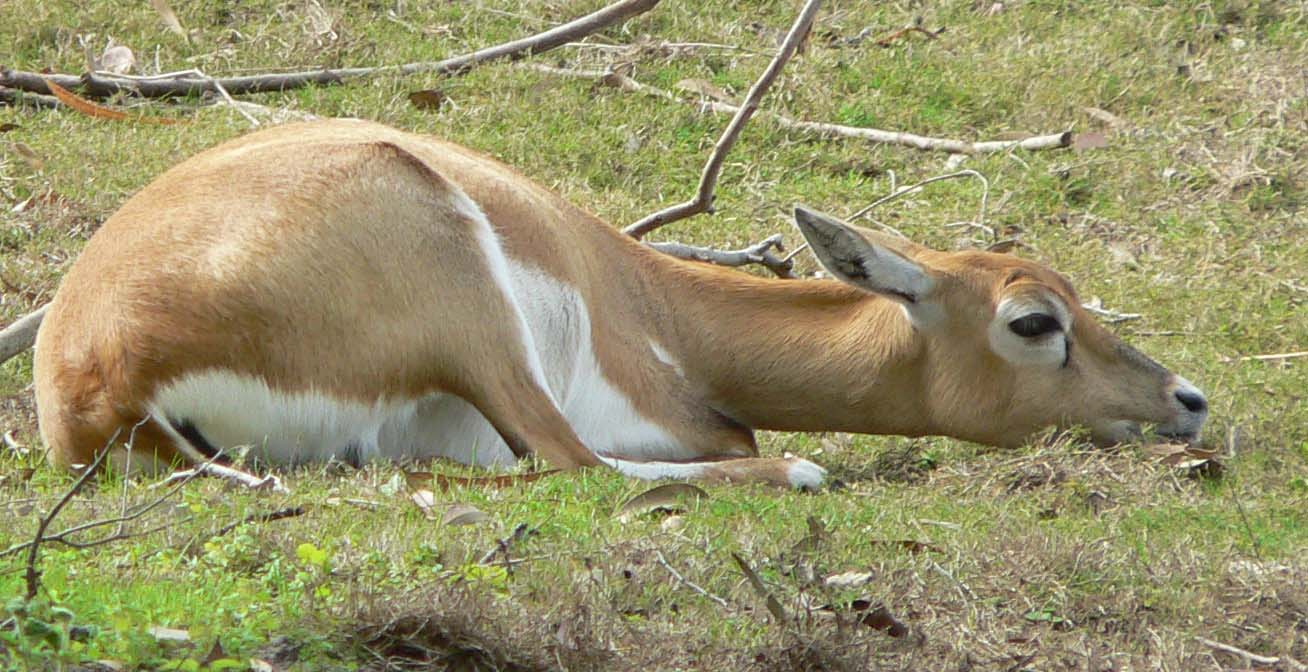